# Signe Kivi

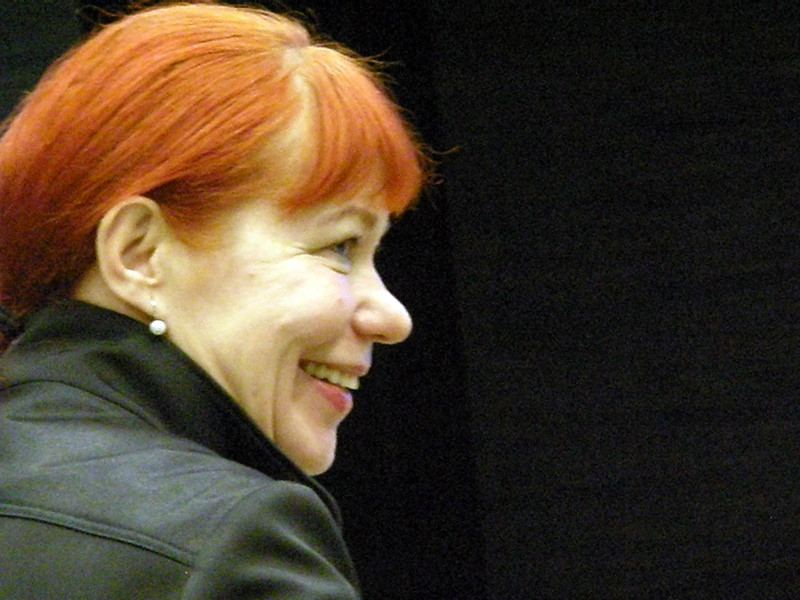
Signe Kivi (2009)

Signe Kivi (* 24. Februar 1957 in Tallinn, Estnische SSR) ist eine estnische Politikerin und Künstlerin. Sie ist seit 2005 Rektorin der Estnischen Kunstakademie in Tallinn.
Signe Kivi legte 1975 ihr Abitur in Tallinn ab. Von 1975 bis 1980 studierte sie Textilkunst an der Estnischen Kunstakademie. Von 1980 bis 1985 war Signe Kivi als künstlerische Gestalterin beim Unternehmen Kodu beschäftigt, von 1985 bis 1991 bei der Firma Art. Seit 1988 unterrichtet sie an der Estnischen Kunstakademie.
Mit der Wiedererlangung der estnischen Unabhängigkeit ging Signe Kivi in die Politik. Von 1990 bis 1992 war sie Mitglied des Estnischen Kongresses (Eesti Kongress) und von 1996 bis 1999 sowie 2002 Mitglied des Stadtrats von Tallinn. 1999 schloss sie sich der liberalen Reformpartei (Reformierakond) an. 1998/99 war Signe Kivi Präsidentin des estnischen Künstlerverbands (Eesti Kunstnike Liit).
Von März 1999 bis November 2002 war Signe Kivi in den Kabinetten der Ministerpräsidenten Mart Laar und Siim Kallas Kulturministerin der Republik Estland. Nach einem Finanzskandal bei der staatlichen Kulturstiftung Eesti Kultuurkapital trat sie freiwillig von ihrem Amt zurück. Von 2003 bis 2005 war sie Abgeordnete im estnischen Parlament (Riigikogu). Dieser gehört sie auch seit der Parlamentswahl 2019 wieder an.
Seit 2005 ist Signe Kivi Rektorin der Estnischen Kunstakademie. Daneben tritt sie mit zahlreichen Ausstellungen im In- und Ausland an die Öffentlichkeit.

## Privatleben
Signe Kivi ist mit dem estnischen Künstler und Animationsfilmer Kalju Kivi (* 1951) verheiratet. Sie hat zwei eigene Söhne und eine Tochter.